# Матрёшка (альбом)
«Матрёшка» — тринадцатый и последний студийный альбом белорусской рок-группы «Ляпис Трубецкой», релиз которого состоялся 1 марта 2014 года.

## Об альбоме
25 мая 2013 года на официальном канале группы в iTunes появился сингл «Танцуй!». 7 октября на ресурсах «НАШЕго Радио» состоялась премьера песни «Танк».
Релиз альбома «Матрёшка» состоялся 1 марта 2014 года. Альбом вышел одновременно на CD, виниле, фирменных плеерах Lyapis Crew, а также на iTunes, Яндекс. Музыке и прочих цифровых платформах.
Одновременно с выходом альбома начался новый тур «Ляписов», тоже получивший название «Матрёшка» — в его рамках группа посетила все крупные города России и Украины, а также Латвию, Литву, Эстонию, Казахстан, Польшу, Чехию, Германию, Израиль и другие страны.
В альбом вошло 10 новых песен группы «Ляпис Трубецкой», а также кавер на песню «Гражданской Обороны» «Государство».

## Рецензии
Музыкальные критики отмечали сходство альбома с предыдущими, ругали альбом за скудную музыкальную составляющую и сходились во мнении, что альбом очень злободневен. Средняя оценка альбома от экспертов на сайте Experty.by — 6,75 из 10, от Алексея Мажаева с сайта InterMedia альбом получил 3 балла из 5. Негативная рецензия вышла на сайте KM.RU, Денис Ступников посчитал альбом «несуразным» и «оскорбительным».

## Влияние
На территории Украины песня «Воины света» стала неофициальным гимном Евромайдана. Она неоднократно переводилась на украинский язык.

## Список композиций
Слова и музыка всех песен — Сергей Михалок, за исключением отмеченных.
| №                   | Название                              | Длительность |
| ------------------- | ------------------------------------- | ------------ |
| 1.                  | «Матрёшка»                            | 2:57         |
| 2.                  | «Танцуй»                              | 1:53         |
| 3.                  | «Танк»                                | 2:34         |
| 4.                  | «Телевизор»                           | 2:43         |
| 5.                  | «Воины света»                         | 3:44         |
| 6.                  | «Молох»                               | 2:52         |
| 7.                  | «Котлован»                            | 2:33         |
| 8.                  | «Чайка»                               | 2:48         |
| 9.                  | «Командир»                            | 2:35         |
| 10.                 | «Государство» (кавер на Егора Летова) | 3:09         |
| 11.                 | «Клоуна нет»                          | 3:42         |
| Общая длительность: | Общая длительность:                   | 31:33        |

### Видеоклипы
- Танцуй
- Матрёшка
- Воины света

## Участники записи
- Сергей Михалок — вокал
- Руслан Владыко — гитара
- Павел Булатников — вокал, перкуссия
- Иван Галушко — тромбон
- Денис Стурченко — бас-гитара
- Влад Сенкевич — труба
- Денис Шуров — ударные, перкуссия
- Андрей Бобровко — звукорежиссёр
- Дмитрий Бобровко — техник сцены
- Также в записи принимал участие Павел Третяк — акустическая гитара, мандолина (11)

Над альбомом также работали
- Запись: Андрей Бобровко, Влад Ярун, Павел Третьяк
- Сведение: Влад Ярун (2, 4, 8, 11), Андрей Бобровко (1, 3, 5-7, 9, 10)
- Мастеринг: Ted Jensen at Sterling Sound NYCЕ